# Honderd jaar Kromstaf

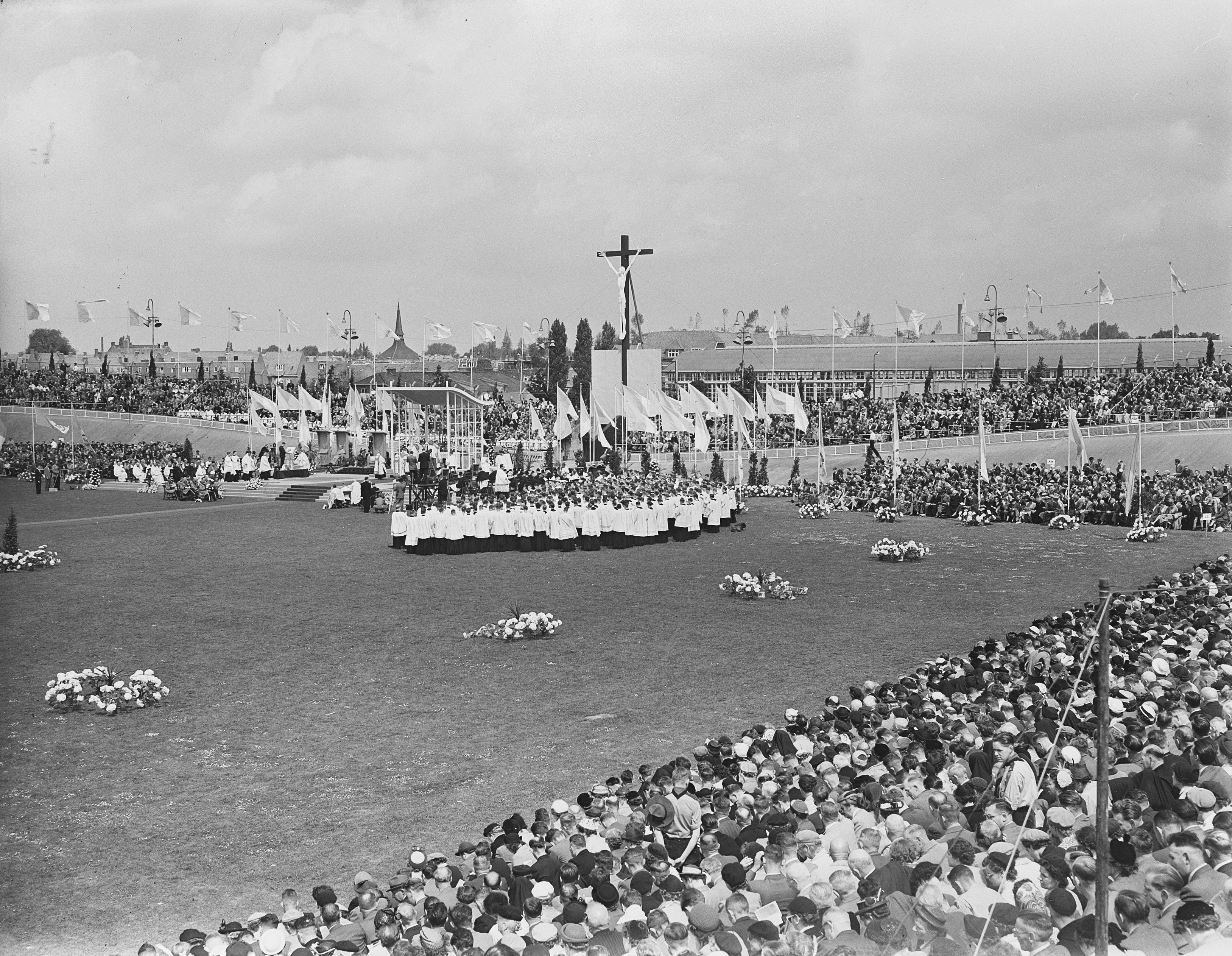

Honderd jaar Kromstaf was de titel van het feest dat katholiek Nederland in 1953 vierde ter herinnering aan het feit dat honderd jaar eerder de bisschoppelijke hiërarchie was hersteld. Het feest, dat uitliep op een massale samenkomst, werd op 17 mei van dat jaar gehouden in Stadion Galgenwaard in Utrecht. De feestelijkheden werden bijgewoond door de Belgische metropoliet Jozef kardinaal Van Roey, die optrad als speciaal gezant van paus Pius XII. Kardinaal Van Roey had een pauselijk schrijven bij zich, waarin paus Pius onder meer zei:
Dankbaarheid vervult Ons daarom op de eerste plaats jegens de algoede God, die de ijver van Nederlands katholieken zo overvloedig heeft gezegend; dankbaarheid ook jegens de Bisschoppen, priesters en gelovigen, die met zoveel zelfopoffering hebben gewerkt, gestreden en geleden voor de steeds bredere en diepere vestiging van Christus' Rijk in hun vaderland.
De viering wordt wel beschouwd als de laatste manifestatie van het triomfalistische Rijke Roomse Leven. In het stadion zelf werd de eucharistie gevierd en er was een historische kinderoptocht, waarin een als paus verklede jongen werd rondgedragen in een Sedia Gestatoria. De sopraan Jo Vincent zong speciaal voor de gelegenheid Aan U, o Koning der eeuwen, uit de Pius Cantate van Herman Schaepman en Johannes Verhulst. Kardinaal de Jong was gekluisterd aan zijn ziekbed en woonde de bijeenkomst niet bij. Hij sprak via een bandopname wel de aanwezigen toe en riep de katholieken op om de eenheid te bewaren: Dierbare gelovigen, blijft één, blijft één. Ook aartsbisschop-coadjutor Bernardus Alfrink, die de feitelijke organisatie van de feestelijkheden voor zijn rekening had genomen, riep in zijn toespraak op tot handhaving van de eenheid rondom het episcopaat.
In het kader van de feestelijkheden werd door de Stichting 1853-1953, die onder voorzitterschap stond van de Limburgse gouverneur Frans Houben, geld ingezameld dat bedoeld was voor de oprichting van een Academisch Ziekenhuis aan de Katholieke Universiteit Nijmegen (verwezenlijkt in 1956). De vastenbrief van 1953 was - toepasselijk - gewijd aan het thema het ambt van de bisschop. Deze brief was grotendeels samengesteld door de Utrechtse theoloog Herman Fortmann. Ook het Bisschoppelijk mandement van 1954 was feitelijk bedoeld voor het jubileumjaar. Omdat de redactie ervan evenwel meer tijd in beslag nam dan aanvankelijk gedacht, verscheen het bijna een jaar later.